# ایوب الهرک
ایوب الهرک (انگلیسی: Ayub El Harrak؛ زادهٔ ۲۶ اوت ۱۹۹۴) بازیکن فوتبال اهل اسپانیا است.
از باشگاه‌هایی که در آن بازی کرده‌است می‌توان به باشگاه فوتبال ژیرونا و باشگاه فوتبال ام‌تی‌کی بوداپست اشاره کرد.
وی همچنین در تیم ملی فوتبال زیر 23 سال Morocco بازی کرده‌است.